# Badminton 1970
Höhepunkte des Badmintonjahres 1970 waren der Thomas Cup 1970 sowie die All England, die Irish Open, die Scottish Open, die Dutch Open, die Denmark Open, die British Commonwealth Games, die Asienspiele und die Europameisterschaft.
==Internationale Veranstaltungen ==
| Veranstaltung | Herreneinzel | Dameneinzel     | Herrendoppel              | Damendoppel                        | Mixed                               |
| ------------- | ------------ | --------------- | ------------------------- | ---------------------------------- | ----------------------------------- |
| All England   | Rudy Hartono | Etsuko Takenaka | Tom Bacher Poul Petersen  | Margaret Boxall Sue Pound Whetnall | Per Walsøe Pernille Mølgaard Hansen |
| Denmark Open  | Ippei Kojima | Eva Twedberg    | Henning Borch Erland Kops | Etsuko Takenaka Machiko Aizawa     | Klaus Kaagaard Ulla Strand          |
| Swedish Open  | Svend Pri    | Eva Twedberg    | Svend Pri Per Walsøe      | Margaret Boxall Gillian Perrin     | Per Walsøe Pernille Mølgaard Hansen |